# Micro folies
Pour les articles homonymes, voir Micro-Folie (homonymie).
Pour plus de détails, voir Fiche technique et Distribution.
Micro folies (titre original That's Right - You're Wrong) est un film américain réalisé par David Butler et sorti en 1939.
Le film a été un des succès de l'année 1939 aux États-Unis, et a rapporté 219 000 $ à la société de production RKO.

## Fiche technique
- Titre original That's Right - You're Wrong
- Réalisation : David Butler
- Scénario : David Butler, William M. Conselman
- Photographie : Russell Metty
- Distribution : RKO Radio Pictures
- Musique : Roy Webb
- Montage : Irene Morra
- Durée : 94 minutes
- Genre : Film musical, comédie romantique
- Dates de sortie: 
  - États-Unis : 24 novembre 1939
  - France: 22 février 1946

## Distribution
- Kay Kyser : Kay Kyser
- Adolphe Menjou : Stacey Delmore
- May Robson : Grandma
- Lucille Ball : Sandra Sand
- Dennis O'Keefe : Chuck Deems
- Edward Everett Horton : Tom Village
- Roscoe Karns : Mal Stamp
- Moroni Olsen : Jonathan 'J.D.' Forbes
- Hobart Cavanaugh : Dwight Cook
- Kay Kyser Band : Kay Kyser's Band
- Ginny Simms : Ginny Simms
- Harry Babbitt : Harry Babbitt
- Sully Mason : Sully Mason
- Hedda Hopper : elle-même
- Sheilah Graham : elle-même
- Erskine Johnson : lui-même
- Harrison Carroll : lui-même
- Feg Murray : lui-même
- Charles Judels : Luigi